# Grindeks
Grindeks (poznat i pod nazivom Grindex) latvijska je kompanija sa sjedištem u Rigi. Proizvodi lijekove, tablete, kreme, gelove, sanitetski i liječnički pribor. Osnovana je 11. listopada 1991., a kao dioničko društvo djeluje od 25. kolovoza 1997.
Najpoznatiji Grindeksov proizvod je Meldonium, trgovačkog imena Mildronate, koji je 1970. razvio sovjetsko-latvijski kemičar Ivars Kalviņš. Lijek se prodavao na istočneuropskom tržištu kao lijek protiv ishemije. No, 2016. godine lijek se našao na popisu zabranjenih lijekova, jer Svjetska anti-doping agencija objavila 124 slučaja zloporabe lijeka radi ostvarivanja boljih športskih rezultata u atletici, tenisu, hrvanju, boksu i umjetničkom klizanju.
Prema podatcima iz 2009. godine, Grindeks je ostvario dobit od 76,2 milijuna eura, od čega 5,078 milijuna eura neto dobiti. Tvrtka je zapošljava 836 radnika, a vlasnici s najvećim udjelom vlasništva su Kirovs Lipmans (33,29%) i Anne Lipmane (16.69%).

## Vanjske poveznice
- (let.) grindeks.lv - službene stranice tvrtke